# Aloa
Aloa é um gênero de traça pertencente à família Arctiidae.

## Espécies
- Aloa cardinalis (Butler, 1875)
- Aloa ihlei Černý, 2009
- Aloa lactinea (Cramer, 1777)

### Aloa sensu lato
- Aloa albistriga Walker, 1865
- Aloa collaris Hampson, 1891
- Aloa costalis Walker, 1865
- Aloa flavimargo (Hampson, 1894)
- Aloa gangara Swinhoe, 1892
- Aloa moloneyi Druce, 1887

### Espécies transferidas paraMicraloa
- Aloa emittens (Walker, 1855)
- Aloa lineola Fabricius, 1793

### Espécies transferidas paraParamsacta
- Aloa marginata (Donovan, 1805)
- Aloa moorei (Butler, 1875)